# 常陸大宮駅
常陸大宮駅（ひたちおおみやえき）は、茨城県常陸大宮市南町にある、東日本旅客鉄道（JR東日本）水郡線の駅である。

## 歴史
- 1918年（大正7年）10月23日：水戸鉄道 (2代)の駅として開業[2]。
- 1922年（大正11年）12月1日：鉄道省（のちの日本国有鉄道）大郡線の当駅 - 山方宿駅間が開業し、当駅に乗り入れ。
- 1927年（昭和2年）12月1日：水戸鉄道が国有化[2]。
- 1982年（昭和57年）10月1日：荷物扱い廃止[2]。
- 1984年（昭和59年）2月1日：荷物扱い廃止[2]。
- 1987年（昭和62年）4月1日：国鉄分割民営化により、JR東日本の駅となる[2]。
- 2006年（平成18年）3月7日：「みどりの窓口」を廃止し、「もしもし券売機Kaeruくん」設置[3]。
- 2012年（平成24年）
  - 2月16日：「もしもし券売機Kaeruくん」営業終了[要出典]。
  - 2月17日：指定席券売機の運用を開始[4]。
- 2014年（平成26年）4月1日：ICカード「Suica」が利用開始となる[5]。JR水戸鉄道サービスが駅業務を受託する業務委託駅となる。常陸大宮駅長が廃止され、常陸大子駅長管理下となる。
- 2015年（平成27年）7月1日：駅業務受託がJR東日本ステーションサービスへ移管。
- 2019年（令和元年）
  - 10月13日：令和元年東日本台風（台風19号）の影響で袋田 - 常陸大子間の第六久慈川橋が落橋等により、当駅を含む全線が不通となる[6]。
  - 10月15日：水害の影響で運転を見合わせていた水戸 - 当駅間が始発より運転再開[7]。
  - 10月16日：当駅 - 常陸大子間で臨時バス運行開始[8]。
  - 11月1日：当駅 - 西金間で運転再開[9][10]。
- 2024年（令和6年）3月下旬：新駅舎および東西自由通路の整備工事に着手[11]。
- 2025年（令和7年）2月1日：新駅舎の一部供用を開始[11]。西口駅舎および改札を新設[12]。構内踏切を閉鎖[12]。
- 2026年（令和8年）春ごろ：東西自由通路の供用を開始（予定）[11]。

## 駅構造
相対式ホーム2面2線を有する地上駅。互いのホームは構内踏切で連絡していたが、2025年（令和7年）2月1日に西口駅舎および改札が新設されたことから構内踏切は閉鎖され、駅外の跨線橋を使う必要がある。
水郡線統括センター（常陸大子駅）が管理し、JR東日本ステーションサービスが受託する業務委託駅である。なお、西口は終日無人となっている。また、水戸駅から当駅までの折り返し列車も設定されている。
2006年3月7日に導入された「もしもし券売機Kaeruくん」は、2012年（平成24年）2月16日をもって営業を終了し、代わりに指定券券売機が導入された。なお、みどりの窓口は「もしもし券売機Kaeruくん」導入時に閉鎖されている。2014年4月1日より当駅でもSuicaの一部サービスを利用できるようになり、簡易Suica改札機が設置されている。

### のりば
| 番線 | 路線    | 方向 | 行先               |
| ---- | ------- | ---- | ------------------ |
| 1・2 | ■水郡線 | 上り | 上菅谷・水戸方面   |
| 1・2 | ■水郡線 | 下り | 常陸大子・郡山方面 |

（出典：JR東日本:駅構内図）
- 1番線が上り本線、2番線が下り本線であるが、上下列車とも大半が駅舎側の1番線を使用する[1]。夜間留置も設定されている。

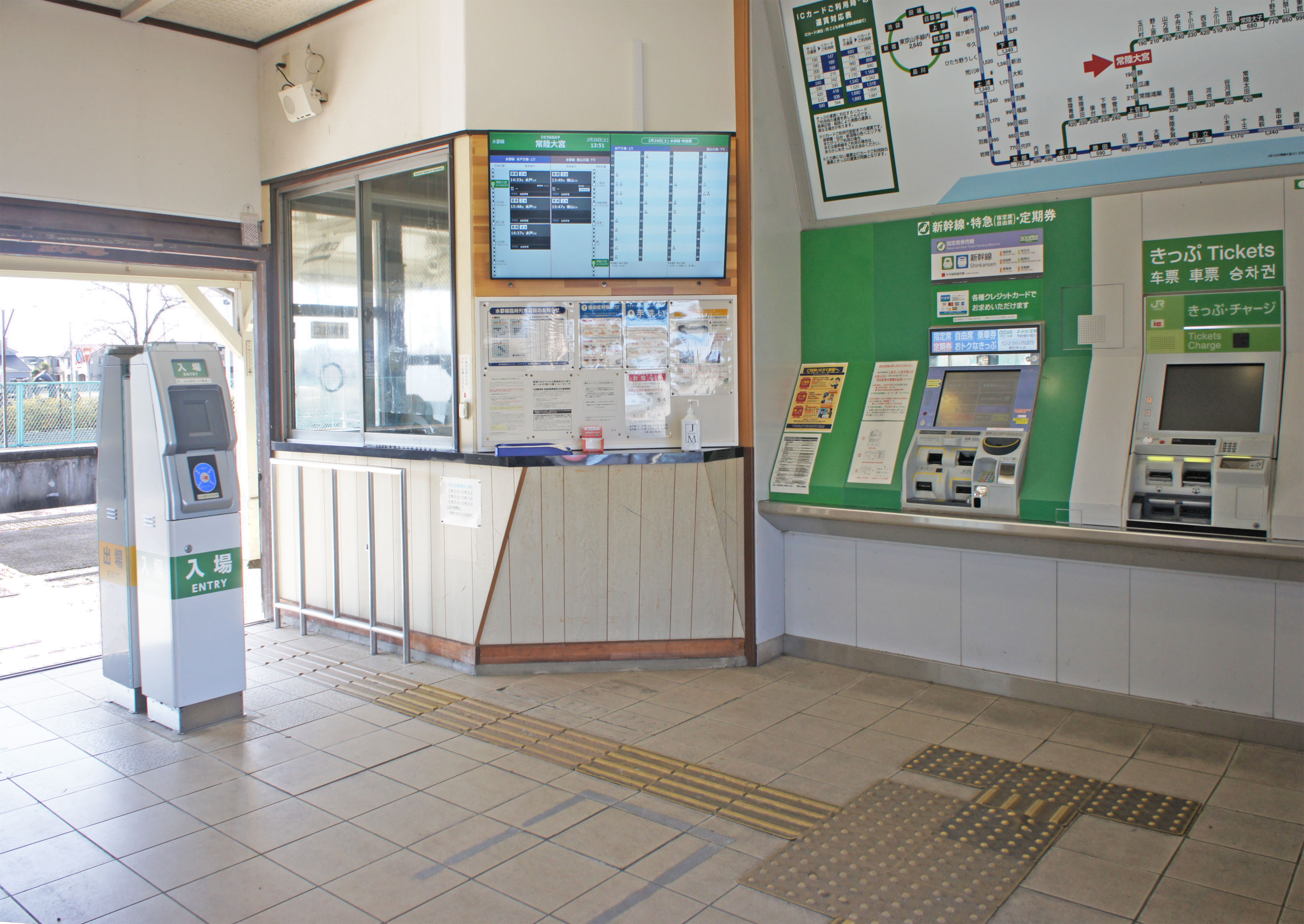
改札口（2022年2月）
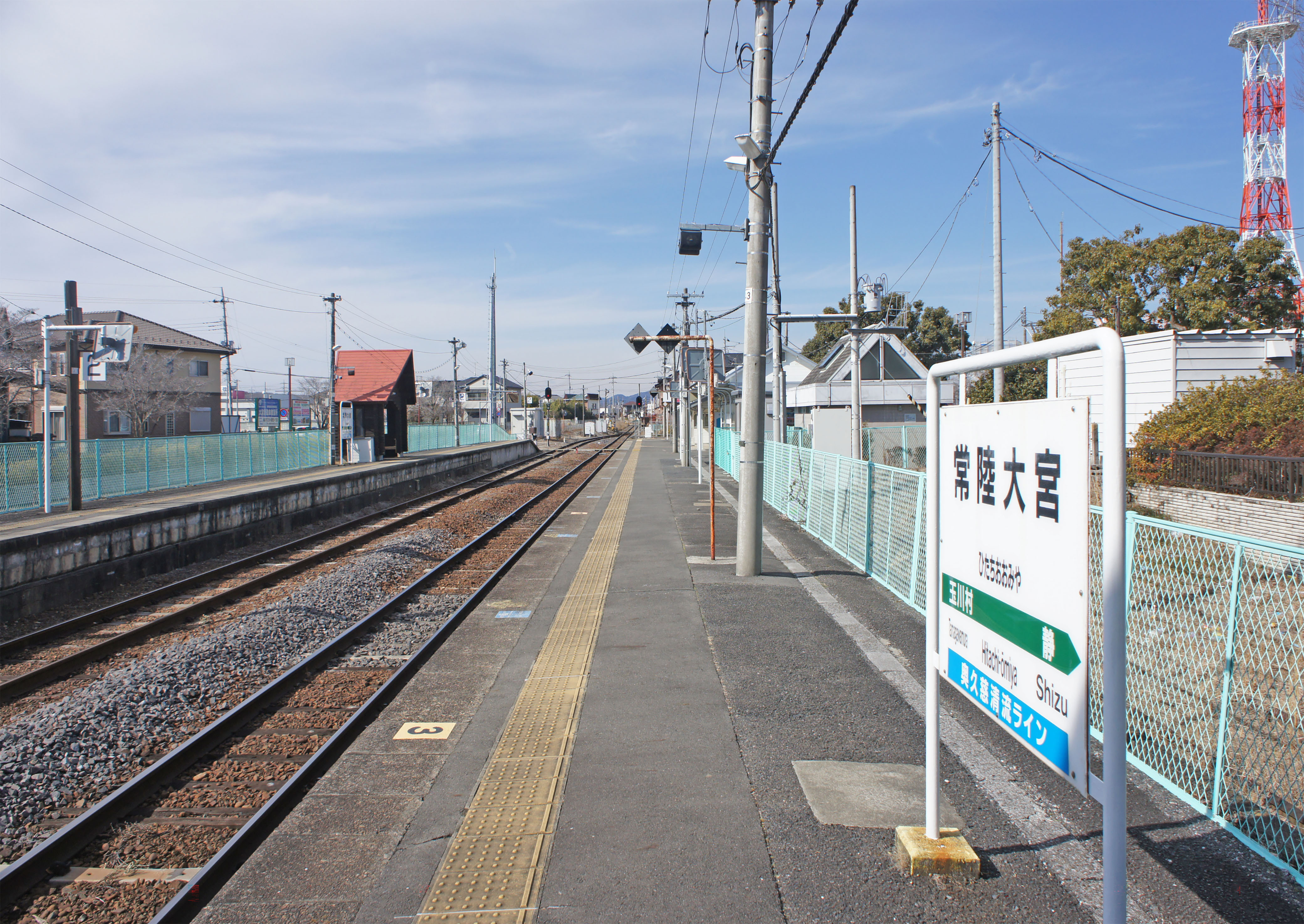
ホーム（2022年2月）
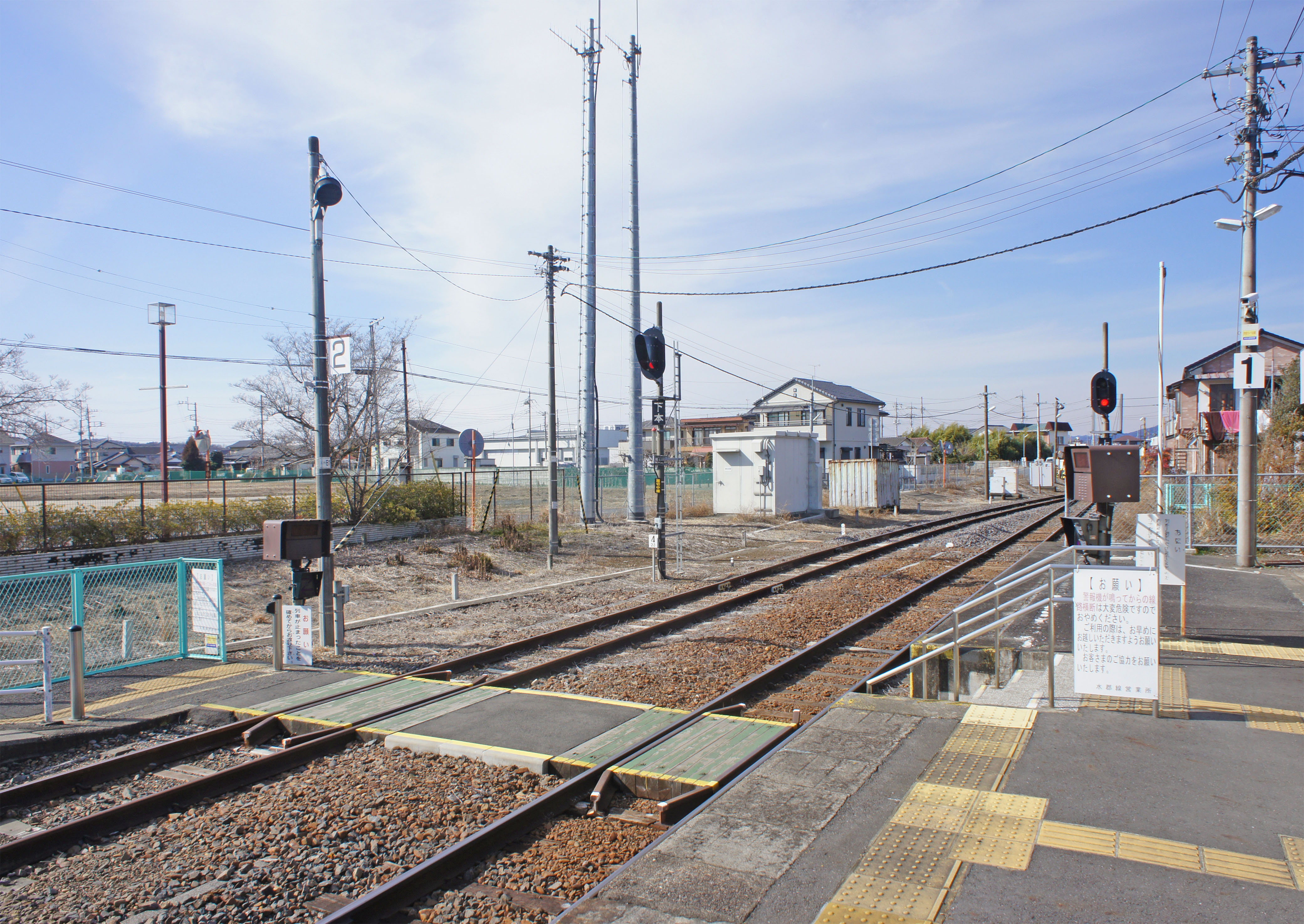
構内踏切（2022年2月）

## 利用状況
JR東日本によると、2023年度（令和5年度）の1日平均乗車人員は807人である。
2000年度（平成12年度）以降の推移は以下のとおりである。
| 乗車人員推移       | 乗車人員推移     | 乗車人員推移    |
| 年度               | 1日平均 乗車人員 | 出典            |
| ------------------ | ---------------- | --------------- |
| 2000年（平成12年） | 1,163            | [ 利用客数 2 ]  |
| 2001年（平成13年） | 1,158            | [ 利用客数 3 ]  |
| 2002年（平成14年） | 1,124            | [ 利用客数 4 ]  |
| 2003年（平成15年） | 1,103            | [ 利用客数 5 ]  |
| 2004年（平成16年） | 1,128            | [ 利用客数 6 ]  |
| 2005年（平成17年） | 1,160            | [ 利用客数 7 ]  |
| 2006年（平成18年） | 1,164            | [ 利用客数 8 ]  |
| 2007年（平成19年） | 1,140            | [ 利用客数 9 ]  |
| 2008年（平成20年） | 1,145            | [ 利用客数 10 ] |
| 2009年（平成21年） | 1,115            | [ 利用客数 11 ] |
| 2010年（平成22年） | 1,057            | [ 利用客数 12 ] |
| 2011年（平成23年） | 979              | [ 利用客数 13 ] |
| 2012年（平成24年） | 1,044            | [ 利用客数 14 ] |
| 2013年（平成25年） | 1,069            | [ 利用客数 15 ] |
| 2014年（平成26年） | 976              | [ 利用客数 16 ] |
| 2015年（平成27年） | 942              | [ 利用客数 17 ] |
| 2016年（平成28年） | 937              | [ 利用客数 18 ] |
| 2017年（平成29年） | 943              | [ 利用客数 19 ] |
| 2018年（平成30年） | 921              | [ 利用客数 20 ] |
| 2019年（令和元年） | 935              | [ 利用客数 21 ] |
| 2020年（令和02年） | 803              | [ 利用客数 22 ] |
| 2021年（令和03年） | 788              | [ 利用客数 23 ] |
| 2022年（令和04年） | 822              | [ 利用客数 24 ] |
| 2023年（令和05年） | 807              | [ 利用客数 1 ]  |

## 駅周辺
- 常陸大宮市役所
- 国道118号
- 国道293号
- 常陸大宮市立大宮小学校
- 大宮郵便局
- 大宮上町郵便局
- 大宮栄町郵便局
- 常陽銀行大宮支店
- 農業・食品産業技術総合研究機構次世代作物開発研究センター放射線育種場[14]

## バス路線
「大宮駅前」停留所や「大宮駅口」停留所にて、茨城交通が運行する路線バスが発着する。
大宮駅前
- 高部車庫
- 大宮営業所
- 常陸大宮済生会病院
- 境橋
- 上小瀬
- 小場公民館
- 市内循環線（イオン常陸大宮店・常陸大宮市役所方面）

大宮駅口
- 水戸駅
- 小場公民館
- 大宮営業所
- 大宮駅前

## 隣の駅
東日本旅客鉄道（JR東日本）
■水郡線
静駅 - 常陸大宮駅 - 玉川村駅
※ 1944年（昭和19年）11月11日まで、静駅との間に常陸村田駅が存在した。

### 記事本文
1. 1 2 3 4  『週刊 JR全駅・全車両基地』 42号 水戸駅・常陸太田駅・高萩駅ほか74駅、朝日新聞出版〈週刊朝日百科〉、2013年6月9日、24頁。
2. 1 2 3 4 5 6  石野哲（編）『停車場変遷大事典 国鉄・JR編 Ⅱ』（初版）JTB、1998年10月1日、440頁。ISBN 978-4-533-02980-6。
3. ↑  “みどりの窓口リストラ” 朝日新聞 (朝日新聞社): p23. (2006年7月11日 夕刊)
4. ↑  “駅の券売機案内スタッフ” (PDF).   東日本旅客鉄道水戸支社 (2011年12月20日). 2012年1月25日時点のオリジナルよりアーカイブ。2022年5月8日閲覧。
5. ↑  Suica の一部サービスをご利用いただける駅が増えます - 東日本旅客鉄道株式会社、2013年11月29日
6. ↑  “台風19号によるJR東日本管内の設備等の主な被害状況について”.   東日本旅客鉄道 (2019年10月13日). 2019年10月18日閲覧。
7. ↑  JR水郡線、15日から一部運転再開 - 水戸経済新聞、2019年10月14日
8. ↑  常陸大宮-常陸大子間、臨時バス運行開始。 茨城新聞、2019年10月16日
9. ↑  『水郡線一部区間の運転再開について』（PDF）（プレスリリース）東日本旅客鉄道水戸支社、2019年10月28日。オリジナルの2019年10月30日時点におけるアーカイブ。2019年10月30日閲覧。
10. ↑  水郡線11月一部運転再開- 日本経済新聞、2019年10月18日
11. 1 2 3  『水郡線常陸大宮駅東西自由通路および新駅舎整備の工事着手について』（PDF）（プレスリリース）東日本旅客鉄道水戸支社、2024年3月18日。オリジナルの2024年3月18日時点におけるアーカイブ。2024年3月18日閲覧。
12. 1 2 3 4  “【令和7年2月1日から】常陸大宮駅の利用方法が変わります”.   常陸大宮市 (2025年1月28日). 2025年2月9日閲覧。
13. 1 2  “時刻表 常陸大宮駅”.   東日本旅客鉄道. 2019年8月18日閲覧。
14. ↑  “放射線育種場ホームページへようこそ！”. 農研機構. 2019年2月18日閲覧。
15. ↑  “大宮駅前 / バスのりば・停留所案内｜路線バス - 茨城交通”.   茨城交通. 2022年5月15日時点のオリジナルよりアーカイブ。2022年5月15日閲覧。

### 利用状況
1. 1 2  “各駅の乗車人員（2023年度）”.   東日本旅客鉄道. 2024年7月21日閲覧。
2. ↑  “各駅の乗車人員（2000年度）”.   東日本旅客鉄道. 2019年3月1日閲覧。
3. ↑  “各駅の乗車人員（2001年度）”.   東日本旅客鉄道. 2019年3月1日閲覧。
4. ↑  “各駅の乗車人員（2002年度）”.   東日本旅客鉄道. 2019年3月1日閲覧。
5. ↑  “各駅の乗車人員（2003年度）”.   東日本旅客鉄道. 2019年3月1日閲覧。
6. ↑  “各駅の乗車人員（2004年度）”.   東日本旅客鉄道. 2019年3月1日閲覧。
7. ↑  “各駅の乗車人員（2005年度）”.   東日本旅客鉄道. 2019年3月1日閲覧。
8. ↑  “各駅の乗車人員（2006年度）”.   東日本旅客鉄道. 2019年3月1日閲覧。
9. ↑  “各駅の乗車人員（2007年度）”.   東日本旅客鉄道. 2019年3月1日閲覧。
10. ↑  “各駅の乗車人員（2008年度）”.   東日本旅客鉄道. 2019年3月1日閲覧。
11. ↑  “各駅の乗車人員（2009年度）”.   東日本旅客鉄道. 2019年3月1日閲覧。
12. ↑  “各駅の乗車人員（2010年度）”.   東日本旅客鉄道. 2019年3月1日閲覧。
13. ↑  “各駅の乗車人員（2011年度）”.   東日本旅客鉄道. 2019年3月1日閲覧。
14. ↑  “各駅の乗車人員（2012年度）”.   東日本旅客鉄道. 2019年3月1日閲覧。
15. ↑  “各駅の乗車人員（2013年度）”.   東日本旅客鉄道. 2019年3月1日閲覧。
16. ↑  “各駅の乗車人員（2014年度）”.   東日本旅客鉄道. 2019年3月1日閲覧。
17. ↑  “各駅の乗車人員（2015年度）”.   東日本旅客鉄道. 2019年3月1日閲覧。
18. ↑  “各駅の乗車人員（2016年度）”.   東日本旅客鉄道. 2019年3月1日閲覧。
19. ↑  “各駅の乗車人員（2017年度）”.   東日本旅客鉄道. 2019年3月1日閲覧。
20. ↑  “各駅の乗車人員（2018年度）”.   東日本旅客鉄道. 2019年7月21日閲覧。
21. ↑  “各駅の乗車人員（2019年度）”.   東日本旅客鉄道. 2020年7月16日閲覧。
22. ↑  “各駅の乗車人員（2020年度）”.   東日本旅客鉄道. 2021年7月28日閲覧。
23. ↑  “各駅の乗車人員（2021年度）”.   東日本旅客鉄道. 2022年8月12日閲覧。
24. ↑  “各駅の乗車人員（2022年度）”.   東日本旅客鉄道. 2023年7月10日閲覧。